# Acido gibberellico
L'acido gibberellico (chiamato anche Gibberellina A3, GA3 o semplicemente GA ) è un composto terpenico (C19H22O6) classificato tra le gibberelline noto per le sue proprietà di fitormone.
Si presenta, nella sua forma anidra, come cristallo bianco tendente al giallo pallido, poco solubile in acqua, ma con buona solubilità negli alcoli leggeri.

## Proprietà ed usi
- stimolazione della germinazione (riduzione dei tempi)
- promozione della formazione di germogli laterali
- induzione della mitosi
- catalisi dello sviluppo dell'apparato radicale e aereo
- distanziamento acini in colture a grappolo serrato